# Торбернтссон, Бернт
Бернт Сигурд Торбернтссон (швед. Bernt Sigurd Torberntsson; 20 апреля 1929, Кунгэльв — 30 мая 2017, там же) — шведский гребец, выступавший за национальную сборную Швеции по академической гребле в конце 1940-х — начале 1950-х годов. Чемпион Европы, победитель регат национального и международного значения, участник двух летних Олимпийских игр.

## Биография
Бернт Торбернтссон родился 20 апреля 1929 года в городе Кунгэльв лена Вестра-Гёталанд, Швеция. Проходил подготовку в местном гребном клубе Kungälvs RK.
Впервые заявил о себе как спортсмен в 1948 году, когда вошёл в основной состав шведской национальной сборной и благодаря череде удачных выступлений удостоился права защищать честь страны на летних Олимпийских играх в Лондоне. Выступал в зачёте двухместных распашных экипажей без рулевого вместе с напарником Эвертом Гуннарссоном, тем не менее, попасть в число призёров не смог, выбыв из борьбы за медали уже после первых квалификационных этапов.
Наибольшего успеха в своей спортивной карьере добился в сезоне 1949 года, когда побывал на чемпионате Европы в Амстердаме и привёз оттуда награду золотого достоинства, выигранную в безрульных двойках — они с Гуннарссоном обошли всех своих соперников на дистанции.
Находясь в числе лидеров гребной команды Швеции, Торбернтссон благополучно прошёл отбор на Олимпийские игры 1952 года в Хельсинки. Вновь стартовал с Эвертом Гуннарссоном в распашных безрульных двойках — на сей раз они добрались до стадии полуфиналов, но в полуфинальном заезде вновь выступили не очень удачно.
В дальнейшем на крупных международных регатах не показывал сколько-нибудь значимых результатов.
Умер 30 мая 2017 года в Кунгэльве в возрасте 88 лет.